# Mistrzostwa Europy w Boksie 1998
XXXII Mistrzostwa Europy w Boksie (mężczyzn) odbyły się w dniach 17–24 maja 1998 w Mińsku. Walczono w dwunastu kategoriach wagowych. Startowało 186 uczestników z 38 państw, w tym jedenastu reprezentantów Polski.

## Medaliści

### Waga papierowa
| Złoto                  | Srebro                   | Brąz                                       |
| ---------------------- | ------------------------ | ------------------------------------------ |
| Siergiej Kazakow Rosja | Ivanas Stapovičius Litwa | Ołeh Kyriuchin Ukraina · Pál Lakatos Węgry |

### Waga musza
| Złoto                       | Srebro               | Brąz                                                  |
| --------------------------- | -------------------- | ----------------------------------------------------- |
| Wołodymyr Sydorenko Ukraina | Ilfat Raziapow Rosja | Ramaz Gazaszwili Gruzja · Wachtang Darczinjan Armenia |

### Waga kogucia
| Złoto                      | Srebro                   | Brąz                                                  |
| -------------------------- | ------------------------ | ----------------------------------------------------- |
| Serhij Danylczenko Ukraina | Marian Alexandru Rumunia | Raimkul Małachbiekow Rosja · Reidar Walstadt Norwegia |

### Waga piórkowa
| Złoto                  | Srebro                  | Brąz                                   |
| ---------------------- | ----------------------- | -------------------------------------- |
| Ramazan Paliani Turcja | Artiom Simonjan Armenia | János Nagy Węgry · Sajan Sanczat Rosja |

### Waga lekka
| Złoto            | Srebro                | Brąz                                            |
| ---------------- | --------------------- | ----------------------------------------------- |
| Kai Huste Niemcy | Koba Gogoladze Gruzja | Artur Geworkjan Armenia · Tigran Ouzlian Grecja |

### Waga lekkopółśrednia
| Złoto                | Srebro                     | Brąz                                                    |
| -------------------- | -------------------------- | ------------------------------------------------------- |
| Dorel Simion Rumunia | Nurhan Süleymanoğlu Turcja | Dmitrij Pawluczenkow Rosja · Siarhiej Bykouski Białoruś |

### Waga półśrednia
| Złoto             | Srebro                    | Brąz                                          |
| ----------------- | ------------------------- | --------------------------------------------- |
| Oleg Saitow Rosja | Serhij Dzyndzyruk Ukraina | Marian Simion Rumunia · Wadzim Mezga Białoruś |

### Waga lekkośrednia
| Złoto                   | Srebro                | Brąz                                         |
| ----------------------- | --------------------- | -------------------------------------------- |
| Frédéric Esther Francja | Ercüment Aslan Turcja | Adrian Diaconu Rumunia · Chris Bessey Anglia |

### Waga średnia
| Złoto             | Srebro               | Brąz                                                 |
| ----------------- | -------------------- | ---------------------------------------------------- |
| Zsolt Erdei Węgry | Brian Magee Irlandia | Jean-Paul Mendy Francja · Dmitrij Strielczinin Rosja |

### Waga półciężka
| Złoto                   | Srebro              | Brąz                                         |
| ----------------------- | ------------------- | -------------------------------------------- |
| Aleksandr Lebziak Rosja | Courtney Fry Anglia | Tomasz Adamek Polska · Claudiu Rasco Rumunia |

### Waga ciężka
| Złoto                     | Srebro                    | Brąz                                                |
| ------------------------- | ------------------------- | --------------------------------------------------- |
| Giacobbe Fragomeni Włochy | Siarhiej Dyczkou Białoruś | Jewgienij Makarenko Rosja · Kwamena Turkson Szwecja |

### Waga superciężka
| Złoto                | Srebro                     | Brąz                                         |
| -------------------- | -------------------------- | -------------------------------------------- |
| Aleksiej Lezin Rosja | Wołodymyr Łazebnik Ukraina | Sinan Şamil Sam Turcja · Tofik Basisi Izrael |

## Występy Polaków
- Daniel Zajączkowski (waga musza) przegrał pierwszą walkę w eliminacjach z Wołodymyrem Sydorenko (Ukraina)
- Jerzy Struzik (waga kogucia) przegrał pierwszą walkę w eliminacjach z Aramem Ramazianem (Armenia)
- Gennadij Staruszenko (waga piórkowa) przegrał pierwszą walkę w eliminacjach z Jánosem Nagym (Węgry)
- Maciej Zegan (waga lekka) przegrał pierwszą walkę w eliminacjach z Arturem Geworkianem (Armenia)
- Jacek Bielski (waga lekkopółśrednia) wygrał w eliminacjach z Robertasem Nomeiką (Litwa), a w ćwierćfinale przegrał z Nurhanem Süleymanoğlu (Turcja)
- Mariusz Cendrowski (waga półśrednia) przegrał pierwszą walkę w eliminacjach z Siergiejem Dzindzirukiem (Ukraina)
- Robert Gortat (waga lekkośrednia) wygrał w eliminacjach z Jani Rauhalą (Finlandia), a w ćwierćfinale przegrał z Ercümentem Aslanem (Turcja)
- Józef Gilewski (waga średnia) przegrał pierwszą walkę w eliminacjach z Fıratem Karagöllü (Turcja)
- Tomasz Adamek (waga półciężka) wygrał w eliminacjach z Ervinsem Chelmonisem (Łotwa), w ćwierćfinale z Dmitrijem Lenkowem (Białoruś), a w półfinale przegrał z Aleksandrem Lebziakiem (Rosja) zdobywając brązowy medal
- Wojciech Bartnik (waga ciężka) przegrał pierwszą walkę w eliminacjach ze Jewgienijem Makarenko (Rosja)
- Henryk Zatyka (waga superciężka) przegrał pierwszą walkę w eliminacjach ze Aleksanderm Pejanoviciem (Jugosławia)